# Tainanina javanica
Tainanina javanica är en tvåvingeart som beskrevs av Hiromu Kurahashi 1978. Tainanina javanica ingår i släktet Tainanina och familjen spyflugor. Inga underarter finns listade i Catalogue of Life.